# Cristoforo Borri
Cristoforo Borri (en español Cristóbal Borri) (Corbetta, 1583-Roma, 24 de mayo de 1632) fue un jesuita, astrónomo, matemático, explorador y misionero italiano. También conocido con el nombre de Cristoforo Bruno desde 1615, fue un talentoso científico y matemático de su época, que estaba en desacuerdo con su propia orden debido a su oposición a la teoría geocéntrica y su adhesión a la teoría heliocéntrica. Fue uno de los primeros misioneros jesuitas en Cochinchina, escribiendo un relato detallado de su actividad misionera a su regreso a Europa.

## Biografía

### Primeros años y entrada en la Compañía de Jesús
Nacido en Corbetta, en el área de Milán, en 1583, Cristoforo Borri pertenecía a una familia de la antigua aristocracia del Ducado de Milán.
Decidido a seguir la carrera eclesiástica, el 16 de septiembre de 1601 se unió a la Compañía de Jesús, para la que enseñó matemáticas de 1606 a 1609 en el colegio de los jesuitas de Mondovì, siendo luego trasladado al Observatorio Astronómico de Brera en Milán. Allí entró en contacto con las teorías copernicanas a las que se adhirió de inmediato, convirtiéndose en uno de los más fervientes defensores del heliocentrismo, lo cual le llevó a entrar en conflicto con el superior general Claudio Acquaviva, quien le obligó a dimitir de la cátedra milanesa y a la penitencia.

### Experiencia misionera en Cochinchina
Fue a raíz de esta experiencia que partió en misión a las Indias con el sacerdote jesuita Márquez en abril de 1615, desembarcando primero en Goa y luego en Macao pocos meses después. En este período comenzó a ser conocido con el apellido de "Bruno" ya que su apellido tenía demasiadas similitudes en español y portugués tanto con la palabra "burro" (burro) como con "borra" (escoria). En el colegio de Macao, donde llegó presentándose al vicerrector que lo apoyaba en sus estudios, se encargó de escribir un pequeño tratado para luego distribuirlo a los jesuitas chinos, de forma que abandonaran la teoría ptolemaica que aparecía en marcado contraste con la astronomía tradicional china y creó no pocos problemas con la población, llegando al punto de que el emperador proclamara el edicto anticristiano en 1617. Aunque Borri emprendió inicialmente esta tarea, lo abandonó poco después para dirigirse a la misión jesuita de Cochinchina (actual Vietnam central) que había sido recientemente establecida por el padre genovés Francesco Buzomi.
Después de desembarcar en Cochinchina en 1617, residió durante algún tiempo en Tourane (actual Da Nang ) y luego se trasladó a Hội An. Por invitación del gobernador de Quy Nhơn, conocido protector de los cristianos de la zona, se dirigió a la capital provincial Nuoecman (actualmente Nuoc-man). Allí permaneció algunos años continuando con sus observaciones astronómicas, entre otras sobre un cometa que fue visto en 1618, además de predecir el eclipse lunar del 9 de diciembre de 1620 y el solar del 22 de mayo de 1621 con técnicas aún más precisas que los astrónomos locales. Estas predicciones le valieron una considerable popularidad local.
En 1622 Cristoforo decidió dejar Indochina, trasladándose a Goa, donde entró en contacto con el viajero Pietro Della Valle, quien describió este encuentro en una carta fechada el 27 de marzo de 1623. A sugerencia de Della Valle, Borri escribió De Nova Mundi Constitutione juxta Systema Tychonis Brahe aliorumque recentiorum mathematicorum, que Della Valle tradujo al persa, difundiendo la cosmología ticónica desde Persia hasta Armenia. En febrero de 1624 dejó definitivamente el Oriente, y se embarcó rumbo a Portugal.
Su obra más importante, Relatione della nuova missione delli P.P. della Compagnia di Gesù al Regno della Cocincina (Informe sobre la nueva misión del P.P. de la Compañía de Jesús al Reino de Cochinchina) fue escrita en Coimbra en 1627 apareció en Roma en 1631, siendo fue traducida al francés, holandés, latín, alemán e inglés. La obra fue considerada una de las mejores fuentes de información sobre Cochinchina por la descripción detallada de las condiciones físicas, políticas y eclesiásticas del país.

### En Portugal al servicio de la corte real española
En su nueva patria, obtuvo la plaza de profesor de matemáticas y astronomía en la Universidad de Coimbra, cátedra que ocupó durante los siguientes tres años, acercándose considerablemente a las teorías de Tycho Brahe que ayudó a difundir en Portugal, al tiempo que retomó su carrera científica. Al mismo tiempo también se interesó y difundió el método experimental galileano y se dedicó activamente al uso, estudio y difusión del telescopio. "Defendió extensamente la división tripartita de los cielos, la naturaleza fluida y corruptible de los cielos y la ubicación celestial de los cometas, lo que influyó decisivamente en el pensamiento cosmológico de los principales filósofos portugueses, como los jesuitas Baltazar Teles (1596-1675) y Francisco Soares Lusitano (1605–1659)."   También se dedicó al campo de la teoría de la navegación, inventando un nuevo instrumento para determinar la longitud: una clepsidra perfeccionada acoplada con un astrolabio. Con este instrumento, según informó el padre Athanasius Kircher en 1641, Borri consiguió realizar los relieves de las cartas del océano Atlántico y del océano Índico, anticipándose al trabajo que realizaría en el siglo XVIII el astrónomo inglés Edmund Halley.
Convertido en asesor técnico de navegación en el Consejo Real de Lisboa, ciudad a la que se trasladó a principios de 1629, a finales de ese mismo año fue llamado por Felipe IV a Madrid donde se discutió su método de navegación para convertirse en el método oficial de navegación de las unidades marítimas españolas y donde tuvo la oportunidad de conocer a Juan Caramuel Lobkowitz, entonces joven y talentoso estudiante de la Universidad de Salamanca. Su método, sin embargo, no fue aceptado y por ello regresó primero a Portugal, luego a Barcelona y finalmente de nuevo a Italia, instalándose en Roma.

### Duro regreso a Italia
Decepcionado de los jesuitas, en 1632 decidió dejar la Compañía de Jesús para ingresar en la orden cisterciense en la sede de la Basílica de la Santa Cruz en Jerusalén, obteniendo del Papa Urbano VIII una dispensa particular para acortar su noviciado a tan solo tres meses. Habiendo pasado el plazo exigido, el abad de la basílica no quiso recibir a Borri, y por ello decidió ingresar en el convento de San Bernardo alle Terme con el nombre de padre Onofrio, de donde fue expulsado a las pocas semanas, nuevamente por su ideas científicas. Como consecuencia de ello, llevó a juicio a la orden cisterciense, pero si bien ganó el pleito, murió poco después, el 24 de mayo de 1632 .

## Obras
- Relatione della nuova missione delli PP. della Compagnia di Giesù al regno della Cocincina, Roma 1631.
- Collecta astronomica ex doctrina P. Cristophori Borri Mediolanensis ex Societate Iesu; de tribus coelis, aereo, sidereo, empireo..., Lisboa 1629-1631.
- Tratado da arte de navegar, 1628, ex manuscripto de la Universidad de Coimbra, impreso en Lisboa en 1940.